# Joan Capdevila i Esteve
Joan Capdevila i Esteve (Martorell, 13 de juliol de 1965) és un veterinari i polític català, diputat al Congrés dels Diputats en la XI legislatura i delegat del govern de la Generalitat a Madrid des de setembre de 2023 fins a setembre de 2024.
Ha Treballat de veterinari i ha sigut director del diari digital El Matí, òrgan de l'Associació El Matí, un corrent crític d'Unió Democràtica de Catalunya, partit en el que ha militat molts anys i que va abandonar en 2009, disconforme amb el lideratge de Josep Antoni Duran i Lleida. Alhora va formar part de la candidatura a la presidència del Futbol Club Barcelona de 2010 i 2015 encapçalada per Agustí Benedito i Benet.
A les eleccions generals espanyoles de 2015 i 2016 fou elegit diputat per Barcelona, com a número 5 en la llista d'ERC-CATSÍ.
El 2023 fou nomenat delegat de la Generalitat a Madrid, càrrec que havia deixat Esther Capella uns mesos abans per passar a formar part del Govern de la Generalitat. Cessà en el càrrec el 2 de desembre de 2024 en canviar el govern català i ésser nomenada com a substituta seva Núria Marín Martínez.